# آنا تر-مارکوسیان
آنا سارگسی تر-مارکوسیان (ارمنی: Աննա Սարգսի Տեր-Մարկոսյան؛  زادهٔ ۱۲ دسامبر ۱۹۵۱) فیزیولوژیست اهل ارمنستان است.

## زندگی‌نامه
وی در ۱۲ دسامبر ۱۹۵۱ در ایروان به دنیا آمد و از دانشگاه دولتی ایروان (۱۹۷۴) فارغ‌التحصیل گشت. همچنین برندهٔ جوایزی همچون مدال مخیتار هراتسی (۲۰۰۵) شده است.

## یادداشت
1. ↑  կենսաբանական գիտությունների դոկտոր